# Пано, Панайот
Панайо́т Па́но (алб. Panajot Pano), при рождении Панайо́тис Па́ну (греч. Παναγιώτης Πάνου; 7 марта 1939, Дуррес, Албания — 19 января 2010, Джэксонвилл, США) — албанский футболист греческого происхождения, лучший футболист в истории Албании. Выступал за команды «Тирана», «Партизани».

## Достижения
- Чемпион Албании (4): 1961, 1962/63, 1963/64, 1970/71
- Обладатель Кубка Албании (5-кратный)
- Обладатель Балканского Кубка (1): 1970

## Семья
Родом из греческой семьи. Сын Ледио также был футболистом и играл за сборную Албании.